# Резгулю
Ре́згулю (Резгули; латыш. Rezguļu ezers, Rezgulis, Rezgūļu ezers) — озеро в Нитаурской волости Цесисского края Латвии. Относится к бассейну Гауи. С западной стороны из озера вытекает река Амата.
Площадь водной поверхности озера — 12,6 га. Наибольшая глубина — 8,1 м, средняя — 3,1 м. Площадь водосборного бассейна озера равняется 0,77 км².